# تأثیر شکسپیر بر تالکین
جی. آر. آر. تالکین شخصیت‌ها، داستان‌ها، مکان‌ها و زبان‌های سرزمین میانه را از منابع بسیاری الهام گرفته است. علی‌رغم بیزاری تالکین از این نمایشنامه‌نویس، تأثیرپذیری تالکین از شکسپیر قابل توجه است. تالکین به‌طور خاص از تنزل شأن الف‌ها ناخشنود بود و عمیقاً از توضیحات ملال‌آور ویلیام شکسپیر دربارهٔ چگونگی آمدن جنگل‌های بیرنام به تپه دانسینان ناامید شد. در نمایشنامه مکبث، به او گفته می‌شود تنها زمانی شکست خواهد خورد که جنگل بیرنام به تپه دانسینان بیاید. تالکین به‌طور ویژه تحت تأثیر مکبث و رؤیای شب نیمه تابستان قرار گرفت و از شاه لیر برای پرداختن به مسائل پادشاهی، جنون و جانشینی در آثار خود الهام گرفت. او مسلماً از چندین نمایشنامه دیگر شکسپیر، از جمله تاجر ونیزی، هنری چهارم، قسمت ۱، و درد بیهوده عشق و همچنین اشعار شکسپیر، تأثیرات متعددی در نوشته‌هایش دربارهٔ سرزمین میانه پذیرفته است. پژوهشگر آثار تالکین تام شیپی، معتقد است که تالکین حتی ممکن است نوعی احساس همنوعی با شکسپیر داشته باشد، زیرا هر دو مرد در شهرستان واریک‌شر انگلستان ریشه داشتند.

## شکسپیر به عنوان منبع

### بیزاری تالکین از شکسپیر
جی.آر.آر. تالکین، لغت‌شناس، میان‌دوران‌شناس و نویسنده فانتزی، صراحتاً ابراز داشته که از آثار ویلیام شکسپیر بیزار است. او در نامه‌ای دربارهٔ ناامیدی و انزجار تلخ و قدیمی خود از دوران مدرسه از بابت تعریف نخ‌نمای شکسپیر [در مکبث] از اصطلاح «آمدن جنگل بیرنام به تپه دانسینان» نوشت. در نمایشنامه مکبث، به او گفته می‌شود تنها زمانی شکست خواهد خورد که جنگل بیرنام به تپه دانسینان بیاید. او ایجاد جهانی که در آن غول‌های درختی یا انت‌ها را به همین مسئله نسبت داد و نوشت: «من آرزو داشتم محیطی طراحی کنم که در آن درختان واقعاً بتوانند به سوی به جنگ حرکت کنند.»
تالکین در نامه‌ای دیگر نوشت: "اکنون عمیقاً متأسفم که از [اصطلاح] الف‌ها استفاده کرده‌ام، اگرچه این واژه‌ای اصیل و و به‌اندازه کافی مناسب است. اما تحقیر فاجعه‌بار این کلمه که شکسپیر نقشی نابخشودنی در آن ایفا کرد، واقعاً آن را به لحنی تاسف‌آور آلوده کرده که نمی‌توان بر آن غلبه کرد.
پاتریک کوری، پژوهشگر علوم انسانی، می‌گوید آنچه تالکین را در برابر شکسپیر قرار می‌دهد این است که شکسپیر الف‌ها را از ماهیت اصلی‌شان تهی کرده و ویژگی‌های خاص آن‌ها را ساده‌سازی کرده است. کوری به تحلیل آنجلا کارتر درباره رویای شب تابستانی اشاره کرده و سپس اضافه می‌کند:
جنگل شکسپیر یک جنگل انگلیسی است ... هیچ شباهتی به جنگل‌های تاریک و جادویی ندارد که در ذهن مردم شمال اروپا وجود دارد، جایی که مردگان و جادوگران زندگی می‌کنند ... جنگل انگلیسی، هرچقدر هم شگفت‌انگیز یا دگرگون‌شده باشد، نمی‌تواند به آن اندازه رازآلود و مرموز باشد. ... گم شدن در جنگل یعنی گم شدن در این دنیا، یعنی رها شدن از نور، یعنی از دست دادن خود به‌طور کامل، که یک فاجعه وجودی است.
پاتریک کوری می‌گوید سرزمین میانه دقیقاً برخلاف جنگل انگلیسی است. او به نقل قولی از کارتر اشاره می‌کند که «نوستالژی قرن نوزدهم، جنگل را از موجودات ترسناک و مرگبار که باورهای قدیمی به آنها اشاره داشتند، پاک کرد. یا بهتر بگویم، آن موجودات را تغییر داد تا شبیه عکس‌های پریانی شوند که آرتور کانن دویل بسیار مجذوب آنها بود.»
به عبارت دیگر، تالکین می‌خواست سرزمین میانه پر از عناصر ماورایی باشد، با جنگل‌هایی رازآلود که موجودات قدرتمندی مانند الف‌ها در آن‌ها زندگی می‌کنند. به نظر کوری، چنین دنیایی همان حس شگفتی‌ای را که جان کیتس هنگام مواجهه با هومرِ چاپمن تجربه کرد، دوباره به جهان باز می‌گرداند و به سنت قدیمی و زنده‌ای از انگلستان که تقریباً در حال فراموشی بود، پیوند می‌زند.

### علاقه تالکین به شکسپیر
تالکین در مقاله‌اش دربارهٔ داستان‌های جن و پری، به سه اثر شکسپیر، یعنی رؤیای شب نیمه تابستان، مکبث، و شاه لیر اشاره می‌کند، تا به این پرسش پاسخ دهد که که یک قصه پریان در واقع به چه نوع داستانی اطلاق می‌شود. مکبث و شاه لیر هر دو تراژدی‌هایی هستند که ماوراءالطبیعه را به عنوان بخشی ضروری از کنش داستانی درگیر می‌کنند: از نظر جان بیفوس، در این آثار «نظم طبیعی [توسط شخصیت‌ها، مضمون یا تصویرهای فراطبیعی] برهم می‌خورد و پیامدهای ناراحت‌کننده آن در تمام نمایشنامه پخش می‌شود.» مایکل دروت پژوهشگر آثار تالکین معتقد است در حالی که اظهار بیزاری تالکین از شکسپیر شهره عام است، اما او مطمئناً تحت تأثیر مکبث و رؤیای یک شب نیمه تابستان قرار گرفته است، و الهام او از شاه لیر برای پرداختن به مسائلی چون سلطنت، جنون و جانشینی به هیچ وجه تعجب آور نبود.

## نمایشنامه‌ها

### شاه لیر

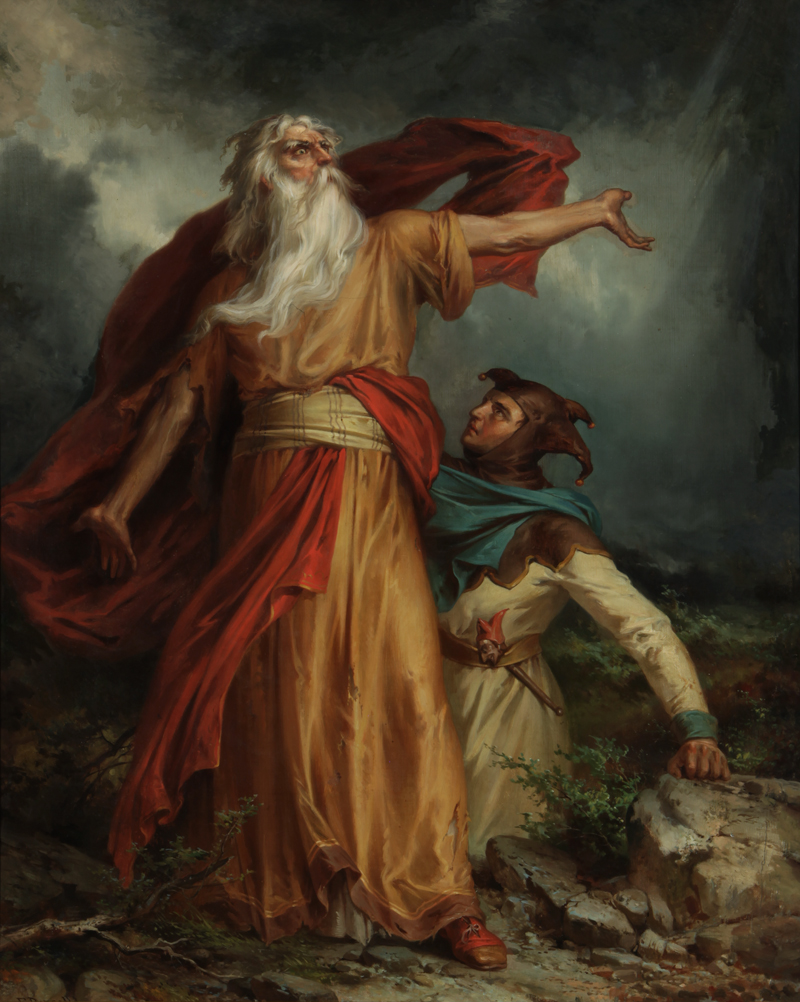
شاه لیر اثر جرج فردریک بنسل، قبل از ۱۸۷۹

مایکل دروت، محقق تالکین، استدلال می‌کند که بخشی از کتاب بازگشت پادشاه که در آن جنگ به سرزمین گاندور می‌رسد و بقای سلطنت آن زیر سؤال می‌رود، یک سری پیوندهای ادبی با شاه لیر شکسپیر دارد.
دروت اظهار می‌کند که اگرچه برخی از این مقایسه‌ها به خودی خود معنایی ندارند، اما الگوی کلی حاکی از تأثیر شدید شکسپیر بر نوشته‌های تالکین است.

### مکبث

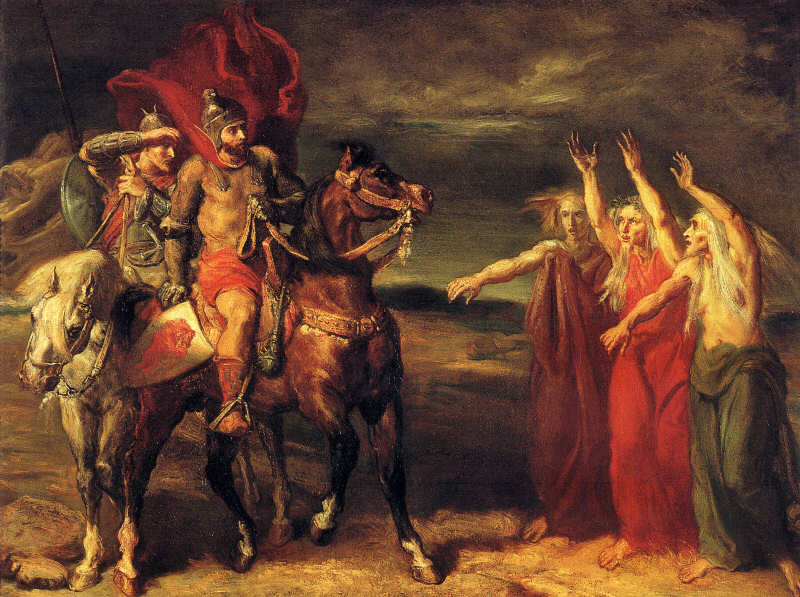
مکبث و بانکو برای اولین بار با جادوگران روبرو می‌شوند. اثر تئودور شاسیریو، ۱۸۵۵

تام شیپی، محقق تالکین، اظهار می‌دارد که تالکین دو بن‌مایه شکسپیر در مکبث را تغییر می‌دهد: راهپیمایی انت‌ها برای نابودی آیزنگارد، یادآور آمدن جنگل بیرنام به دانسینان؛ و کشته شدن پادشاه جادوگر آنگمار طبق پیشگویی، یادآور کشته شدن مکبث.

#### نه به دست مردان
در جریان نبرد دشت پلنور، ائوین، زنی از خاندان سلطنتی روهان، با پادشاه جادوگر آنگمار، و ارباب نازگول‌ها روبرو می‌شود. پادشاه جادوگر تهدید می‌کند که «تو را به سرای ماتم خواهد فرستاد، فراتر از تمام تاریکی‌ها، جایی که گوشت تو بلعیده خواهد شد، و ذهن چروکیده تو در برابر چشمان بی‌پلک [اشاره به سائورون] برهنه خواهد ماند.» او سپس به خود می‌بالد: «هیچ مرد زنده‌ای را یارای ایستادگی در برابر من نیست»، اما ائوین می‌خندد، کلاهخودش را برمی‌دارد و اعلام می‌کند:
اما من هیچ مرد زنده‌ای نیستم! تو داری به یک زن نگاه می‌کنی! من ائوین دختر ائوموند هستم. تو بین من و سرور و خویشاوندم ایستاده‌ای، چه یک موجود زنده باشی چه یک نامرده از تاریکی، اگر او را لمس کنی، تو را خواهم زد.
گرچه پادشاه جادوگر آنگمار غافلگیر شد، اما با اولین ضربه اش ائوین را مجروح ساخت. قبل از اینکه او بتواند دوباره ضربه بزند، هابیت مری براندی‌باک با خنجر باستانی خود که دقیقاً برای همین منظور ساخته شده بود، به پشت زانوی نازگول خنجر می‌زند. در حالی که پادشاه جادوگر به سمت جلو تلوتلو می‌خورد، ائوین او را با شمشیر خود می‌کشد. ژولیر آندلین از دانشنامه جی.آر.آر. تالکین، بیان می‌کند که پیشگویی الف بلندمرتبه گلورفیندل مبنی بر اینکه «ارباب نازگول به دست مردان سقوط نخواهد کرد» باعث شد که پادشاه جادوگر آنگمار تصور کند از کشته شدن به دست یک زن و یک هابیت مصون است.
تام شیپی معتقد است که پیشگویی باستانی و تعجب پادشاه جادوگر از رویارویی غیرمنظره با یک زن، با الهام از سخنان جادوگران خطاب به مکبث نگاشته شده است. شیپی استدلال می‌کند که علیرغم اینکه تالکین از رفتار شکسپیر با مفاهیم اساطیری در نمایشنامه مکبث ابراز بیزاری می‌کند، اما او مکبث را بارها با دقت زیاد مطالعه کرده و از آن الهام پذیرفته است.

#### لشگرکشی درختان به سوی جنگ
تالکین از دیدگاه شکسپیر درباره اینکه چگونه جنگل بیرنام به تپه دانسینان می‌رسد تا پیشگویی جادوگران در مکبث برآورده شود، به شدت ناامید شده بود. سربازان شاخه‌ها را می‌بریدند و با خود حمل می‌کردند و با این کار ظاهراً چیزی شبیه جنگل ایجاد می‌کردند، اما توضیحی کاملاً غیرجادویی برای این قضیه وجود داشت. شیپی می‌گوید که تالکین روایت شکسپیر را به گونه‌ای تغییر داد که در آن درختان واقعاً می‌توانستند به جنگ بروند. او «انت‌ها» (غول‌های درختی) و «هورن‌ها» (درختانی که تا حدی بیدار شده‌اند) را به مبارزه علیه جادوگر شرور سارومان می‌فرستد. انت‌ها دژ سارومان در آیزنگارد را ویران می‌کنند در حالی که هورن‌ها، همچون جنگلی زنده، به سوی دژ هلمز دیپ در سرزمین روهان حرکت می‌کنند، جایی که ارتش اورک‌های سارومان آن را محاصره کرده‌اند. در نهایت، اورک‌ها بین نیروهای انسانی روهان و جنگل زنده‌ای از هورن‌ها گرفتار می‌شوند. آن‌ها به دل آن جنگل تیره و انتقام‌جو فرار می‌کنند و هرگز بازنمی‌گردند.

## ارجاعات

### دست اول
1. 1 2  (Carpenter 2023، #163 to W. H. Auden, 7 June 1955)
2. ↑  (Carpenter 2023، #151 to Hugh Brogan, 18 September 1954)
3. ↑  (Tolkien 1955), book 5, chs. 4–8
4. 1 2 3  (Tolkien 1955), book 5, ch. 6 "The Battle of the Pelennor Fields"
5. ↑  (Tolkien 1955), Appendix A, Gondor and the Heirs of Anárion"
6. ↑  (Tolkien 1954، book 3, ch. 9 "Flotsam and Jetsam")
7. ↑  (Tolkien 1954، book 3, ch. 7 "Helm's Deep")

### دست دوم
1. 1 2 3 4  Drout 2004, pp. 137–163.
2. 1 2 3 4  Curry, Patrick (1996). ""Less Noise and More Green": Tolkien's Ideology for England". Mythlore. 21 (2). article 21.
3. ↑  Beifuss, John P. (1976). "The Supernatural as a Tragic Dimension in Shakespeare's Tragedies". Interpretations. 8 (1): 24–37. JSTOR 23240416.
4. ↑  Drout 2004, pp. 137-163.
5. 1 2 3  Rosebury 2003, pp. 145–157.
6. 1 2 3  Shippey 2005, pp. 205–208.
7. ↑  Andelin, Julaire (2013) [2007]. "Prophecy".  In Drout, Michael D. C. (ed.). The J. R. R. Tolkien Encyclopedia. Routledge. pp. 544–545. ISBN 978-0-415-86511-1.
8. ↑  "laugh to scorn / The power of man, for none of woman born / Shall harm Macbeth" (Act 4, scene 1), and Macbeth's shock at learning that Macduff "was from his mother's womb / Untimely ripp'd"
9. ↑  (Shippey 2005، صص. 205–206)